# Лізбен (переписна місцевість, Нью-Гемпшир)
Лізбен (англ. Lisbon) — переписна місцевість (CDP) в США, в окрузі Ґрафтон штату Нью-Гемпшир. Населення — 965 осіб (2020).

## Географія
Лізбен розташований за координатами 44°12′42″ пн. ш. 71°54′35″ зх. д. / 44.21167° пн. ш. 71.90972° зх. д. (44.211742, -71.909640).  За даними Бюро перепису населення США в 2010 році переписна місцевість мала площу 8,68 км², з яких 8,40 км² — суходіл та 0,28 км² — водойми.

## Демографія
Згідно з переписом 2010 року, у переписній місцевості мешкало 980 осіб у 399 домогосподарствах у складі 269 родин. Густота населення становила 113 осіб/км².  Було 472 помешкання (54/км²).
Расовий склад населення:
| - 97,8 % — білих - 0,3 % — чорних або афроамериканців - 0,1 % — корінних американців |

До двох чи більше рас належало 1,4 %. Частка іспаномовних становила 1,2 % від усіх жителів.
За віковим діапазоном населення розподілялося таким чином: 25,1 % — особи молодші 18 років, 61,4 % — особи у віці 18—64 років, 13,5 % — особи у віці 65 років та старші. Медіана віку мешканця становила 39,9 року. На 100 осіб жіночої статі у переписній місцевості припадало 97,2 чоловіків;  на 100 жінок у віці від 18 років та старших — 94,7 чоловіків також старших 18 років.
Середній дохід на одне домашнє господарство  становив 55 580 доларів США (медіана — 47 697), а середній дохід на одну сім'ю — 58 919 доларів (медіана — 52 574). Медіана доходів становила 35 764 долари для чоловіків та 31 146 доларів для жінок. За межею бідності перебувало 17,4 % осіб, у тому числі 34,1 % дітей у віці до 18 років та 12,7 % осіб у віці 65 років та старших.
Цивільне працевлаштоване населення становило 496 осіб. Основні галузі зайнятості: виробництво — 30,6 %, роздрібна торгівля — 20,0 %, освіта, охорона здоров'я та соціальна допомога — 18,3 %.